# 1,1'-bi-2-naftol
1,1'-bi-2-naftol, vaak afgekort tot BINOL, is een organische verbinding die vaak gebruikt wordt als ligand, of als bouwsteen voor een ligand, in door overgangsmetalen gekatalyseerde asymmetrische reacties.
BINOL heeft geen asymmetrisch koolstofatoom, maar is desondanks chiraal door de in het molecule vertoonde axiale chiraliteit. De twee enantiomeren zijn eenvoudig van elkaar te scheiden en zijn stabiel tegen racemisatie. De specifieke rotatie van de twee enantiomeren is ±35,5° (c = 1 in THF). BINOL is de uitgangsstof voor een andere chirale ligand: BINAP.

## Synthese
De synthese van BINOL vormt geen uitdaging, het maken van specifiek een van de isomeren is dat echter wel.
(S)-BINOL kan bereid worden via een asymmetrische oxidatieve koppeling van 2-naftol met koper(II)chloride als oxidator. De chirale ligand in deze koppeling is (+)-amfetamine.
Racemisch BINOL kan bereid worden met ijzer(III)chloride als de oxidator.

### Reactiemechanisme
De eerste stap van de reactie bestaat uit de koppeling van ijzer(III) aan de hydroxylgroepen. De volgende stap is een radicaal-koppeling van de naftol-ringen die in gang gezet wordt door de reductie van ijzer(III) naar ijzer(II).

## Optisch scheiding
Optisch actief BINOL kan ook verkregen worden door racemisch BINOL te scheiden. In een van de methoden wordt gebruikgemaakt van het alkaloïde N-benzylcinchonidiniumchloride. De kristallen die het S-enantiomer met deze stof vormt zijn oplosbaar in acetonitril, de kristallen van het R-enantiomer niet.
In een andere methode wordt met behulp van het zuurchloride van pentaanzuur, pentanoylchloride, BINOL omgezet in het corresponderende diesterderivaat. Het enzym cholesterol-esterase (uit de pancreas van runderen) is vervolgens in staat de (S)-di-ester te hydrolyseren, maar niet de (R)-di-ester. Het (R)-dipentanoaat wordt, na scheiding van het gevormde S-BINOL van de overgebleven ester, gehydrolyseerd met natriummethoxide.
Voor een derde methode wordt gebruikgemaakt van HPLC met een chirale stationaire fase.